# 11967 Boyle
A 11967 Boyle (ideiglenes jelöléssel 1994 PW20) a Naprendszer kisbolygóövében található aszteroida. Eric Walter Elst fedezte fel 1994. augusztus 12-én.
Nevét Robert Boyle (1627 – 1691) ír-angol fizikus, kémikus után kapta.